# Notoscopelus japonicus
Notoscopelus japonicus és una espècie de peix marí de la família dels mictòfids i de l'ordre dels mictofiformes. És un peix i d'aigües profundes que viu entre 0-785 m de fondària que es troba al Japó.